# Daniel Ernst Jablonski
Pour les articles homonymes, voir Jablonski.
Daniel Ernst Jablonski est un théologien protestant né à Mokry Dwór le 20 novembre 1660 et mort le 25 mai 1741 à Berlin.

## Biographie
Il est petit-fils de Comenius. Il est pasteur à Magdebourg, recteur du lycée de Lissa (de), prédicateur du roi de Prusse en 1690, et travaille par ordre de ce prince à la réunion des communions protestantes.
Il devient en 1733, président de la Société royale de Berlin.
Il est le père de Paul Ernest Jablonski.

## Œuvres
On a de lui un catéchisme en allemand et en hébreu (1708), des Sermons (1718), des traductions des Huit discours contre les athées de Richard Bentley (1696) et du Traité de la prédestination de Gilbert Burnet (1701), et une correspondance avec Leibniz, en latin (publiée par Kappe ; Leipsick, 1745), sur la conciliation des sectes protestantes. Ainsi que l'ouvrage traduit en français Thorn affligée (1726).